# Basal, Schweiz
Basal är en bergstopp i Schweiz. Den ligger i distriktet Locarno och kantonen Ticino, i den sydöstra delen av landet, 130 km sydost om huvudstaden Bern. Toppen på Basal är 2 587 meter över havet.